# Siegfried Jaschke
Siegfried Benno Jaschke (* 25. Mai 1939 in Bad Warmbrunn) ist ein deutscher Politiker (CDU) und war von 1991 bis 2009 Mitglied des Thüringer Landtags.

## Leben
Nachdem seine Familie infolge des Zweiten Weltkriegs ihre schlesische Heimat verlassen musste, wuchs Jaschke in Erfurt auf, wo er 1958 das Abitur ablegte. Anschließend absolvierte er eine Lehre zum Bankkaufmann in Potsdam, um danach an der Humboldt-Universität zu Berlin Volkswirtschaftslehre zu studieren. Sein Studium schloss Jaschke 1964 mit dem Diplom ab.
1989 beteiligte er sich an der Gruppe des Demokratischen Aufbruchs in der DDR. Der Demokratische Aufbruch schloss sich 1990 der CDU der DDR an, worauf auch Jaschke CDU-Mitglied wurde. 1990 wurde er zunächst in den Erfurter Stadtrat gewählt, 1991 zog er als Nachrücker in den Thüringer Landtag ein, dem er seitdem in der Fraktion der CDU angehörte. Sein Wahlkreis war der Wahlkreis Ilm-Kreis I (Ilmenau und Umgebung). 1994 konnte er bei den Landtagswahlen dort mit 45 % der Erststimmen ein Direktmandat erzielen. 1999 erzielte er 54 % und 2004 noch einmal 45 % der Erststimmen im Wahlkreis, was jeweils zum Direktmandat reichte. Zuletzt gehörte er dem Landtagsausschuss für Ernährung, Land- und Forstwirtschaft an. Siegfried Jaschke war Alterspräsident des 4. Thüringer Landtags (2004–2009). Zur Landtagswahl 2009 trat er nicht mehr an.
Jaschke ist katholisch, verheiratet und hat zwei Kinder.
| Personendaten    | Personendaten                                 |
| ---------------- | --------------------------------------------- |
| NAME             | Jaschke, Siegfried                            |
| ALTERNATIVNAMEN  | Jaschke, Siegfried Benno (vollständiger Name) |
| KURZBESCHREIBUNG | deutscher Politiker (CDU), MdL                |
| GEBURTSDATUM     | 25. Mai 1939                                  |
| GEBURTSORT       | Bad Warmbrunn                                 |